# En kopp te
En kopp te är en svensk TV-film gjord förd TV-teatern 1965. Förlagan var pjäsen med samma namn av Harold Pinter. För regin stod Håkan Ersgård.

## Rollista
- Gunnel Broström – Diana
- Sigge Fürst – Sisson
- Christer Holmgren – John
- Heinz Hopf – Willy
- Jan-Eric Lindquist – Disley
- Gunnar Nielsen – Toastmaster
- Gun Robertson – Lois
- Dagny Stenius – modern
- Thomas Ungewitter – Tom
- Catrin Westerlund – Wendy
- Carl-Gunnar Wingård – fadern

### Fotnoter
1. ↑  ”En kopp te”. IMDb.com. http://www.imdb.com/title/tt0174265/?ref_=fn_al_tt_1. Läst 14 mars 2013.